# 天空城電影院
天空城電影院目前在紐西蘭漢密爾頓有兩間電影院。一間位於市中心的市中心广场，另外一個位於漢米爾頓的查特威尔區的購物中心裡面。

## 連結
- Skycity電影院

## 來源
1. ↑  . 大纪元 www.epochtimes.com. 2010-01-17  [2025-03-03]. （原始内容存档于2025-03-08） （中文（简体））.